# Faverolles (Somme)
Pour les articles homonymes, voir Faverolles.
Faverolles est une commune française située dans le département de la Somme, en région Hauts-de-France.

## Géographie

### Localisation
Faverolles est un village picard de l'Amiénois et de la région naturelle du Santerre.
Limitrophe de Montdidier, la localité est située à 13 km au sud-ouest de Roye, 30 km au nord-ouest de Compiègne, 36 km au sud-est d'Amiens et à 45 km au nord-est de Beauvais à vol d'oiseau.
Le territoire de la commune est limitrophe de ceux de six communes.
Les communes limitrophes sont  Assainvillers, Laboissière-en-Santerre, Lignières, Montdidier, Piennes-Onvillers et Ételfay.

### Géologie et relief
Le sol est argileux, essentiellement constitué du limon des plateaux. Sous la couche argileuse, prédomine la craie du sous-sol. La nappe d'eau alimentant les puits en 1899 se situe à 50 m de profondeur. Le territoire correspond à un plateau entaillé d'un modeste vallon qui se dirige vers Montdidier.

### Hydrographie
La commune est située dans le bassin Artois-Picardie. Elle n'est drainée par aucun cours d'eau.

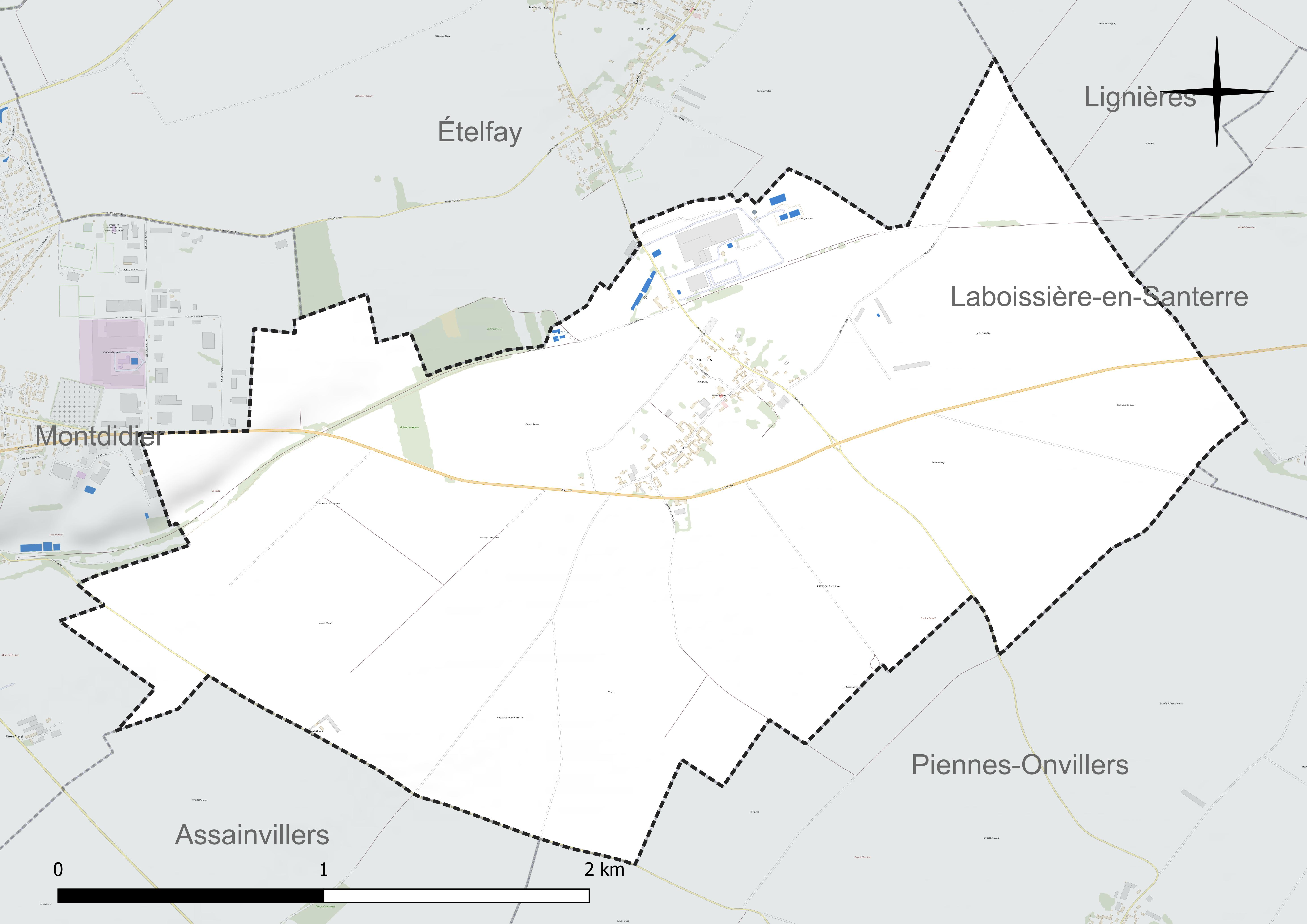
Réseau hydrographique de Faverolles.

### Climat
Pour des articles plus généraux, voir Climat des Hauts-de-France et Climat de la Somme.
En 2010, le climat de la commune est de type climat océanique dégradé des plaines du Centre et du Nord, selon une étude du CNRS s'appuyant sur une série de données couvrant la période 1971-2000. En 2020, Météo-France publie une typologie des climats de la France métropolitaine dans laquelle la commune est exposée à un climat océanique et est dans la région climatique Nord-est du bassin Parisien, caractérisée par un ensoleillement médiocre, une pluviométrie moyenne régulièrement répartie au cours de l'année et un hiver froid (3 °C).
Pour la période 1971-2000, la température annuelle moyenne est de 10,3 °C, avec une amplitude thermique annuelle de 14,4 °C. Le cumul annuel moyen de précipitations est de 692 mm, avec 11,5 jours de précipitations en janvier et 8,2 jours en juillet. Pour la période 1991-2020, la température moyenne annuelle observée sur la station météorologique la plus proche, située sur la commune de Godenvillers à 8 km à vol d'oiseau, est de 11,1 °C et le cumul annuel moyen de précipitations est de 701,9 mm,. Pour l'avenir, les paramètres climatiques de la commune estimés pour 2050 selon différents scénarios d'émission de gaz à effet de serre sont consultables sur un site dédié publié par Météo-France en novembre 2022.

## Urbanisme

### Typologie
Au 1er janvier 2024, Faverolles est catégorisée commune rurale à habitat dispersé, selon la nouvelle grille communale de densité à sept niveaux définie par l'Insee en 2022.
Elle est située hors unité urbaine. Par ailleurs la commune fait partie de l'aire d'attraction de Montdidier, dont elle est une commune de la couronne,. Cette aire, qui regroupe 23 communes, est catégorisée dans les aires de moins de 50 000 habitants,.

### Occupation des sols
L'occupation des sols de la commune, telle qu'elle ressort de la base de données européenne d'occupation biophysique des sols Corine Land Cover (CLC), est marquée par l'importance des territoires agricoles (92,5 % en 2018), une proportion sensiblement équivalente à celle de 1990 (93 %). La répartition détaillée en 2018 est la suivante : 
terres arables (90,7 %), zones urbanisées (7,2 %), zones agricoles hétérogènes (1,8 %), zones industrielles ou commerciales et réseaux de communication (0,4 %). L'évolution de l'occupation des sols de la commune et de ses infrastructures peut être observée sur les différentes représentations cartographiques du territoire : la carte de Cassini (XVIIIe siècle), la carte d'état-major (1820-1866) et les cartes ou photos aériennes de l'IGN pour la période actuelle (1950 à aujourd'hui).

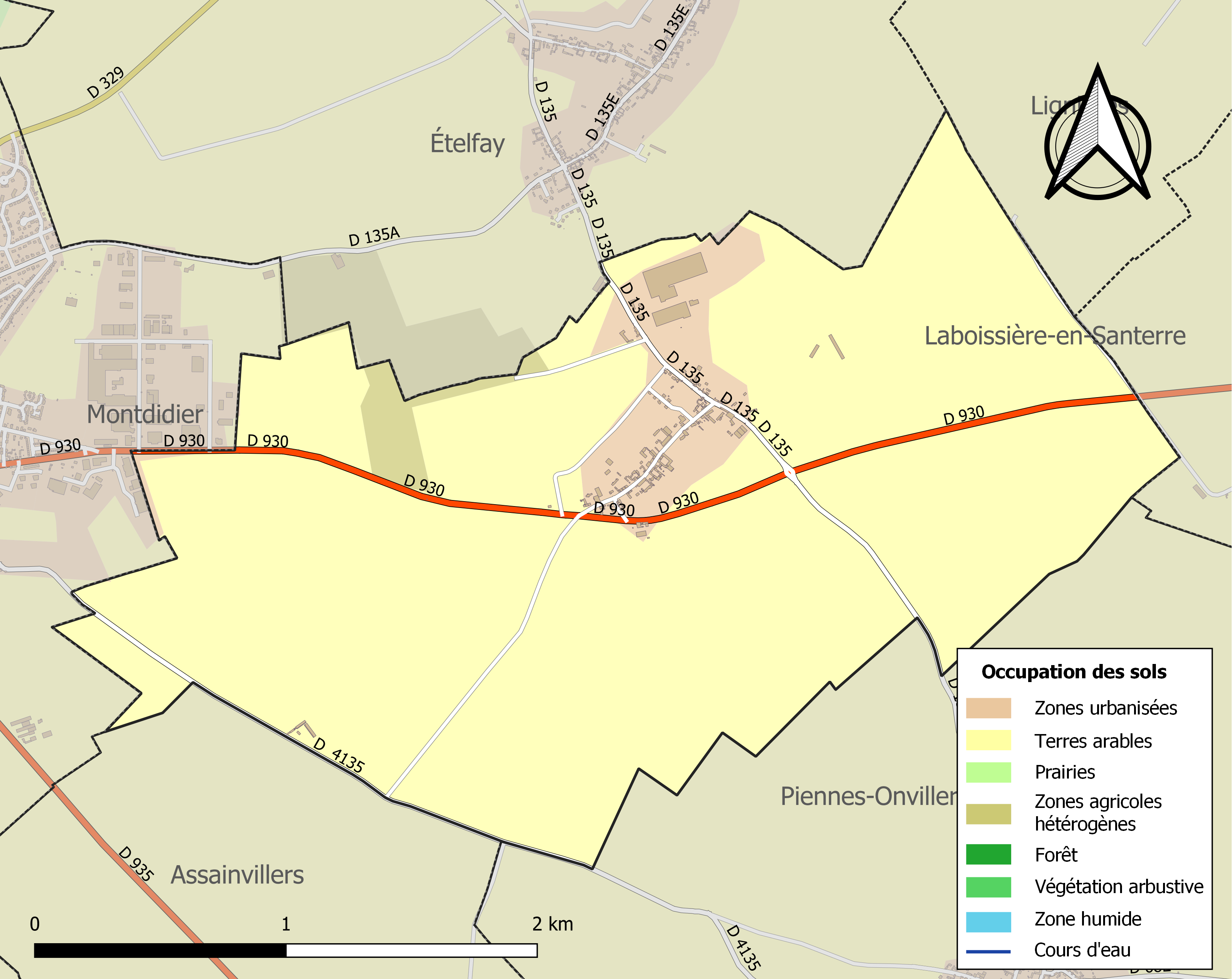
Carte des infrastructures et de l'occupation des sols de la commune en 2018 (CLC).

## Toponymie
Faverolla est attesté en 1114, Fabarolla ensuite, puis Faverolles en 1178,. Ces nominations correspondent à un lieu planté de fèves (ou féverolles), à rapprocher de l'appellation de Favières.

## Histoire
Des silex taillés ont été trouvés sur le territoire, attestant d'une occupation préhistorique des lieux. Par ailleurs, la découverte d'armes gauloises prouve également une vie locale à l'époque de l'Antiquité.
Renaud de Faverolles est cité comme seigneur en 1207.
La Première Guerre mondiale n'a pas épargné le village qui a dû être reconstruit dans les années 1920.

## Politique et administration
| Période                                  | Période                      | Identité        | Étiquette | Qualité |
| ---------------------------------------- | ---------------------------- | --------------- | --------- | ------- |
| Les données manquantes sont à compléter. |                              |                 |           |         |
| 1821                                     |                              | César Flon      |           |         |
| 1869                                     |                              | Eugène Flon     |           |         |
| Les données manquantes sont à compléter. |                              |                 |           |         |
| mars 2001                                | juillet 2020                 | Jean-Michel Hof |           |         |
| juillet 2020                             | En cours (au 6 juillet 2020) | Colette Carrier |           |         |

## Population et société

### Démographie
L'évolution du nombre d'habitants est connue à travers les recensements de la population effectués dans la commune depuis 1793. Pour les communes de moins de 10 000 habitants, une enquête de recensement portant sur toute la population est réalisée tous les cinq ans, les populations de référence des années intermédiaires étant quant à elles estimées par interpolation ou extrapolation. Pour la commune, le premier recensement exhaustif entrant dans le cadre du nouveau dispositif a été réalisé en 2004.

En 2022, la commune comptait 173 habitants, en évolution de +10,19 % par rapport à 2016 (Somme : −1,26 %, France hors Mayotte : +2,11 %).
| 1793 | 1800 | 1806 | 1821 | 1831 | 1836 | 1841 | 1846 | 1851 |
| ---- | ---- | ---- | ---- | ---- | ---- | ---- | ---- | ---- |
| 284  | 277  | 275  | 263  | 257  | 243  | 232  | 240  | 193  |

| 1856 | 1861 | 1866 | 1872 | 1876 | 1881 | 1886 | 1891 | 1896 |
| ---- | ---- | ---- | ---- | ---- | ---- | ---- | ---- | ---- |
| 194  | 194  | 198  | 200  | 195  | 190  | 175  | 167  | 157  |

| 1901 | 1906 | 1911 | 1921 | 1926 | 1931 | 1936 | 1946 | 1954 |
| ---- | ---- | ---- | ---- | ---- | ---- | ---- | ---- | ---- |
| 180  | 181  | 172  | 139  | 188  | 168  | 162  | 164  | 141  |

| 1962 | 1968 | 1975 | 1982 | 1990 | 1999 | 2004 | 2006 | 2009 |
| ---- | ---- | ---- | ---- | ---- | ---- | ---- | ---- | ---- |
| 139  | 125  | 133  | 143  | 150  | 139  | 157  | 159  | 158  |

| 2014 | 2019 | 2022 | - | - | - | - | - | - |
| ---- | ---- | ---- | - | - | - | - | - | - |
| 152  | 170  | 173  | - | - | - | - | - | - |

## Économie
En 1972, une usine est construite pour fabriquer 20 000 tonnes par an de poudre chocolatée. En 2018, la production tombe à 7 000 tonnes. L'entreprise décide de fermer l'usine le 15 avril 2019, amenant le licenciement de ses 40 salariés, la production étant désormais effectuée en Allemagne,.

## Culture locale et patrimoine

### Lieux et monuments
- Église Sainte-Marie. En 1894, elle renferme encore des statues de saint Guillaume et de saint Antoine[18].
- Monument aux morts.
- Usines destinées à la fabrication d'aliments pour le petit-déjeuner (Dailycer, Banania, Benco).
- Le seul calvaire du village a été restauré en 1930[27].
- Chapelle Notre-Dame-des-Voyageurs. Détruite en 1914 et réédifiée entre les deux guerres, elle possède une vierge en béton moulé, au-dessus de son fronton[28].

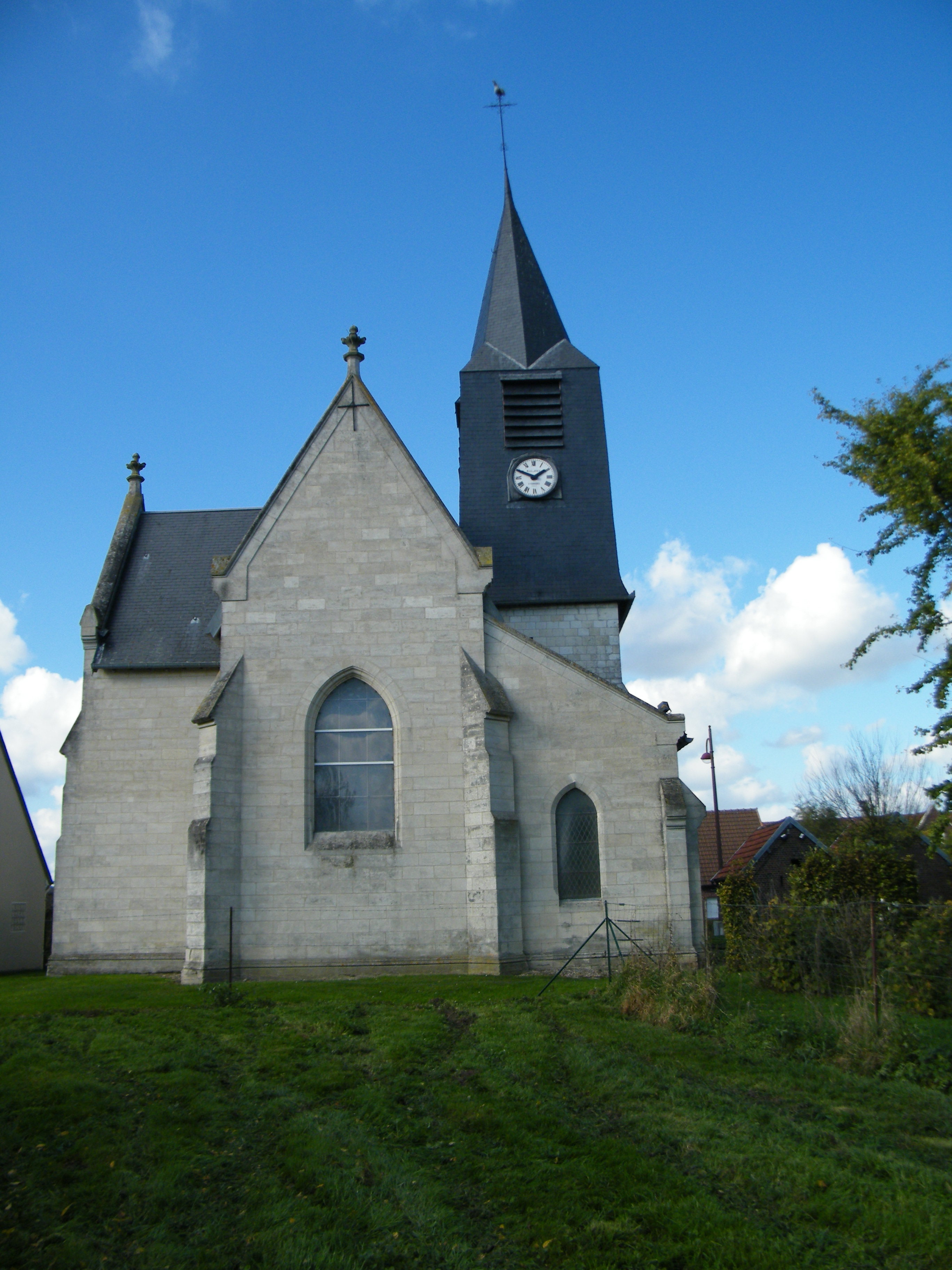
Sainte-Marie.
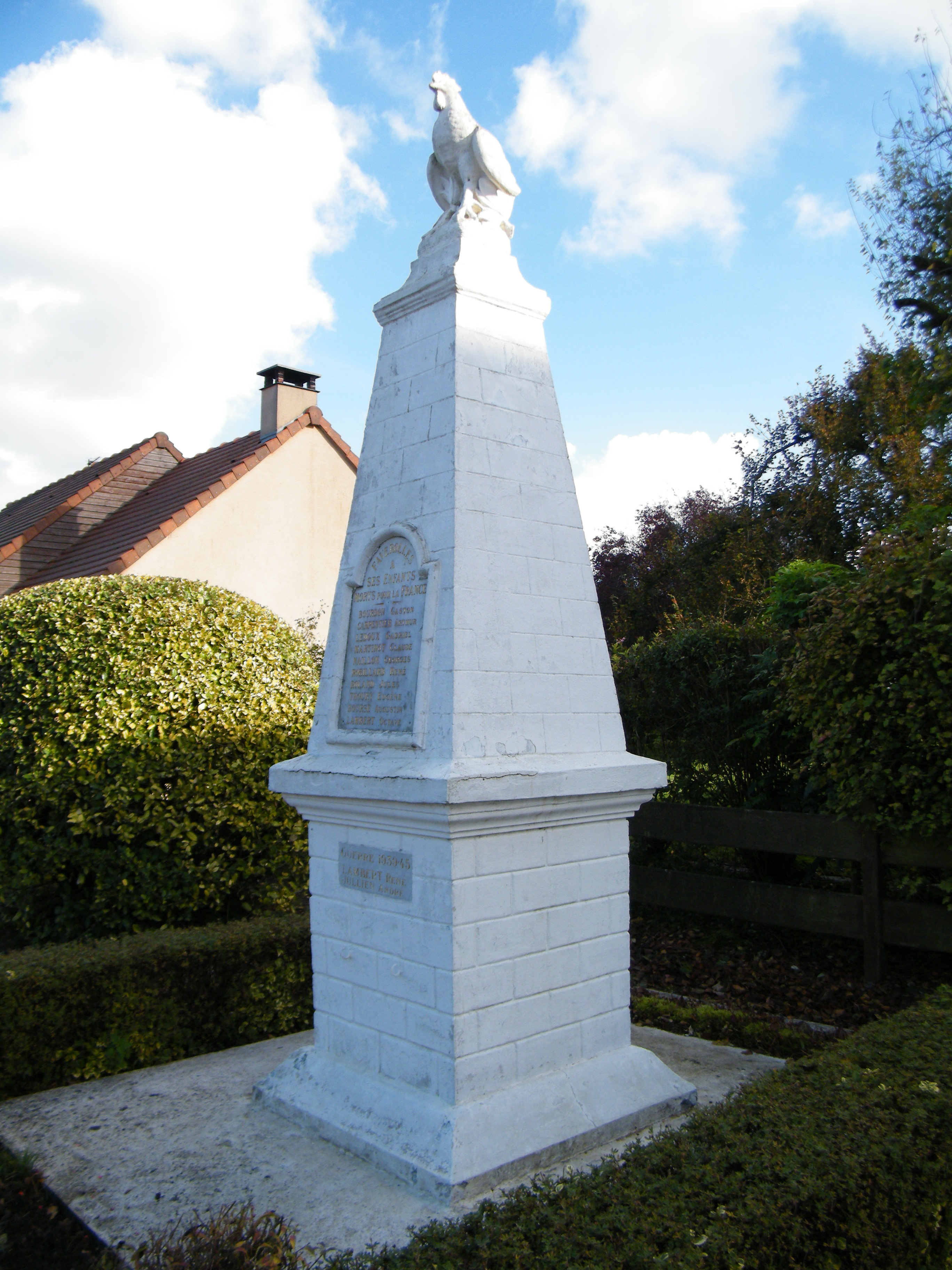
Monument.
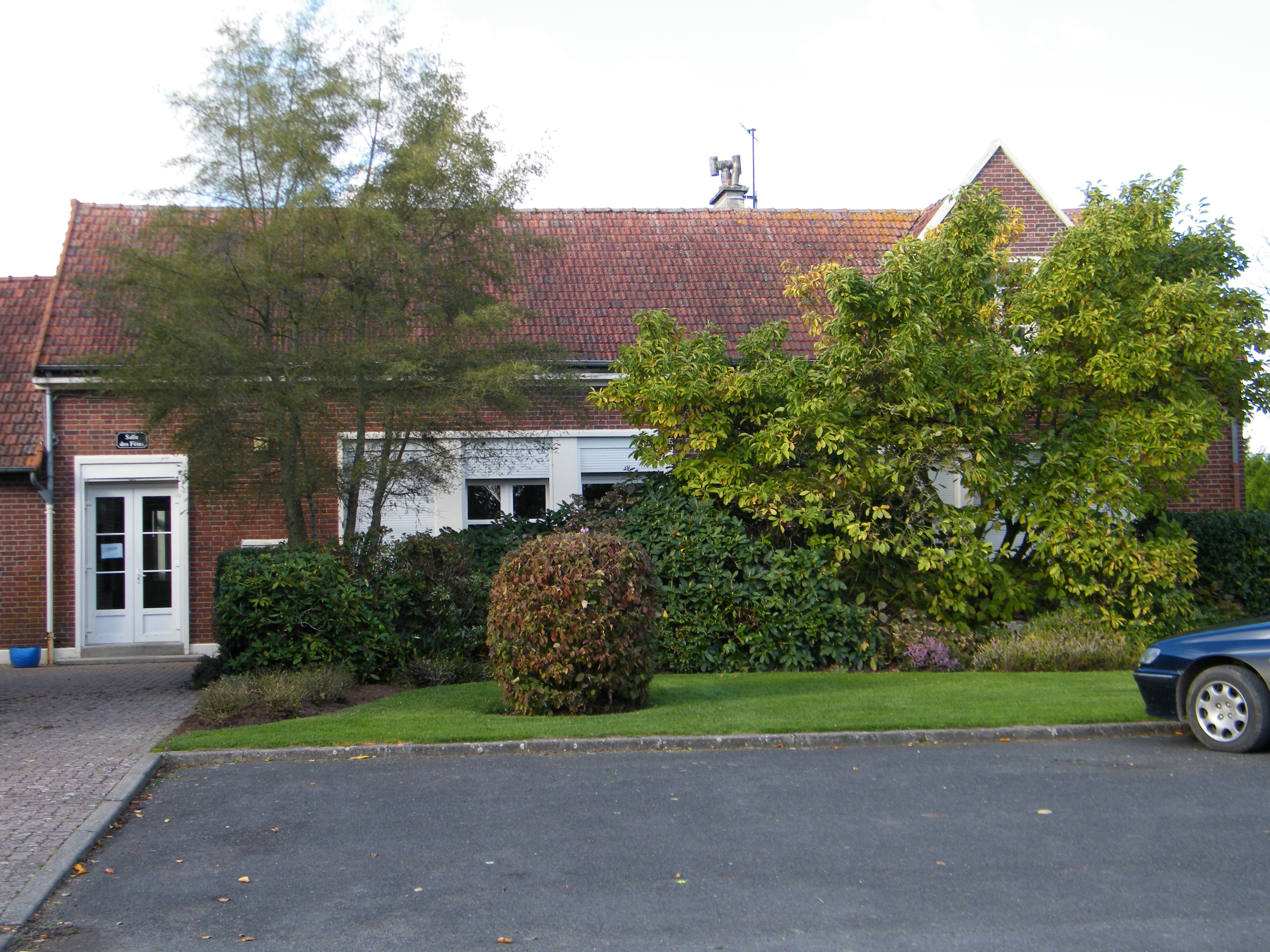
Salle communale.
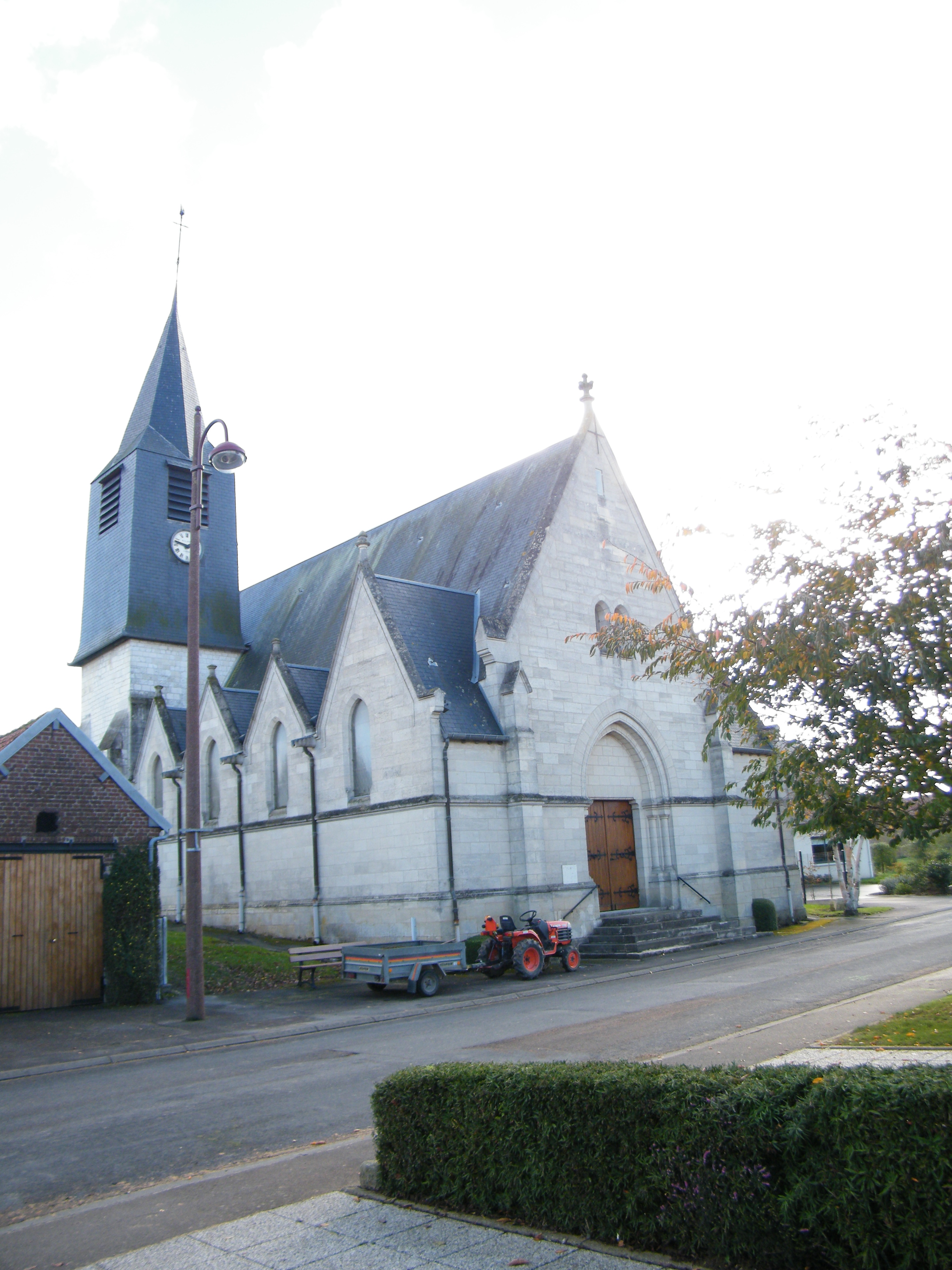
Autre vue de Sainte-Marie.

### Faverolles dans la littérature
- Victor Hugo, dans son roman Les Misérables fait habiter le personnage de Jean Valjean dans le village de Faverolles pendant 25 ans.